# Kue (gastronomia)
Per kue si intendono diversi tipi di dolcetti tradizionali dell'Indonesia.

## Caratteristiche
I kue possono venire preparati in molti metodi diversi (al forno, fritti o al vapore) e hanno forme e sapori diversi (possono infatti trattarsi di paste, biscotti, tortine e altri tipi di dolci). Sebbene la maggior parte di essi sia dolce, alcuni sono salati. Sebbene si diversifichino molto, la maggior parte dei kue sono a base di farina di riso, tapioca e cocco. I kue tradizionali vengono preparati usando il gula aren o lo zucchero di palma, anche se molti esempi di tali dolcetti presentano lo zucchero comune o quello a velo. Spesso vengono insaporiti con aromi e spezie di sorta tra cui cocco, arachidi, pandan verde, zenzero, cannella, vaniglia e cioccolato. Esistono due principali categorie di kue: i kue basah (letteralmente "kue umidi") e i kue  kering (letteralmente "kue secchi"). I primi, più numerosi, sono a base di cocco, zucchero e riso e hanno una consistenza umida che permette ad essi di resistere fino a due giorni prima di deperire. I secondi invece sono biscotti secchi che possono durare più a lungo rispetto ai kue basah.
Oltre a essere ispirati alla cucina indigena, questi dolci risentono l'influenza della cucina cinese, indiana ed europea. Ad esempio, se i kue bugis, i klepon, i nagasari, i gethuk, i lupis e i wajik sono originari dell'Indonesia, i bakpia e gli âng-ku-kóe provengono dalla tradizione culinaria cinese Peranakan, i kue putu sono dei derivati del puttu indiano, mentre il lapis legit, il kue cubit, i kaasstengels, i risoles e i pastel sono di origine europea. I kue vengono spesso serviti alle celebrazioni importanti, fungono da alimento durante le portate principali (tumpeng) dei tradizionali pasti indonesiani e sono considerati un apprezzato e decoroso souvenir. Oltre a essere popolari in Indonesia, i kue sono anche conosciuti nei Paesi Bassi a causa degli storici legami coloniali fra i due paesi.